# شمعدانی جنگلی
شمعدانی جنگلی، سوزن چوپان جنگلی (نام علمی: Geranium sylvaticum) نام یک گونه از سرده شمعدانی است.